# تشارلز جاردين
تشارلز جاردين (بالإنجليزية: Charles Jardine)‏ (1891 – 6 أكتوبر 1942) هو ملاكم أسترالي راحل، مثّل بلاده في الألعاب الأولمبية الصيفية 1924.

## روابط خارجية
تشارلز جاردين على موقع أوليمبيديا (الإنجليزية)
- تشارلز جاردين على موقع اللجنة الأولمبية الأسترالية (الإنجليزية)